# Абітурієнтка (фільм)
«Абітурієнтка» (рос. «Абитуриентка») — радянський художній фільм режисера Олексія Мішурина знятий на Кіностудії ім. О. Довженка. Сюжет фільму базується на справжніх подіях 1970 року — загибелі стюардеси Надії Курченко при викраденні літака Ан-24 1970 року.
Фільм вийшов у прокат в УРСР у 1973 році з українським дубляжем від Кіностудії Довженка.

## Сюжет
Галя, як і більшість молодих людей, хотіла вступити до ВНЗ. Після провалу на іспитах вона впала в депресію. Допоміг їй вийти з цього стану Віктор, який працює штурманом авіації. Він прилаштовує дівчину стюардесою до себе в екіпаж. Через рік Галя успішно складає вступні іспити і вже готується до нового життя. Та під час останнього рейсу на борту опиняються злочинці і мужня дівчина жертвує собою, щоб врятувати життя пасажирів.

## Ролі
- Ірина Шевчук — Галя Гриценко, головна роль
- Микола Мерзликін — Микола Васильович, вчитель
- Сергій Мартинов — Віктор, штурман, син Олени Василівни
- Наталія Наум — Марія Гриценко, мати Галі
- Ірина Буніна — Олена Василівна, викладач інституту, сестра Миколи Васильовича, мати Віктора
- Лесь Сердюк — батько Галі Гриценко
- Борис Андрєєв — Петро, однокласник Галі
- Зоя Головко — Ксеня, однокласниця Галі
- Юля Шумейко — Галя в дитинстві
- Валя Якубенко — Галя-піонерка
- Олександр Мовчан — бандит
- Володимир Кисленко — син бандита

## Знімальна група
- Автор сценарію: Олесь Гончар
- Режисер-постановник: Олексій Мішурин
- Оператори-постановники: Микола Кульчицький, Олексій Прокопенко
- Художник-постановник: Олексій Бобровников
- Композитор: Платон Майборода
- Текст пісень: Андрій Малишко, Микола Сом
- Звукооператор: Георгій Салов
- Режисер: С. Винокуров
- Оператор: Костянтин Лавров
- Редактор: Надія Орлова
- Монтаж: Р. Гецельс
- Костюми: А. Беліченко
- Грим: Є. Колонська
- Художник-декоратор: Н. Малинський
- Асистенти:
  - режисера: Г. Тарнапольський, Г. Тальянська, Михайло Шаєвич
  - оператора: Лесь Зоценко, А. Клопов, Г. Контесов
- Комбіновані зйомки: оператор — Валентин Симоненко, художник — Михайло Полунін
- Консультанти: А. Шаповалов, Д. Шабалова
- Художній керівник: Володимир Довгань
- Директор картини: Іван Щур

## Технічні дані
- Виробництво: Кіностудія імені Олександра Довженка, Перше творче об'єднання
- Художній фільм, кольоровий

## Виробництво
Фільмування відбувалося у селі Микільське-на-Дніпрі Солонянського району Дніпропетровської області та у Дніпрі на Новому мосту, проспекті Яворницького та залізничному вокзалі Дніпро-Головний.

## Саундрек
У фільмі прозвучала пісня Платона Майбороди на слова Андрія Малишка «Моя стежина». Музику у фільмі виконав Симфонічний оркестр оперної студії при Київській консерваторії ім. П. І. Чайковського, диригент С. Турчак